# Mosquée Saïda Adjoula

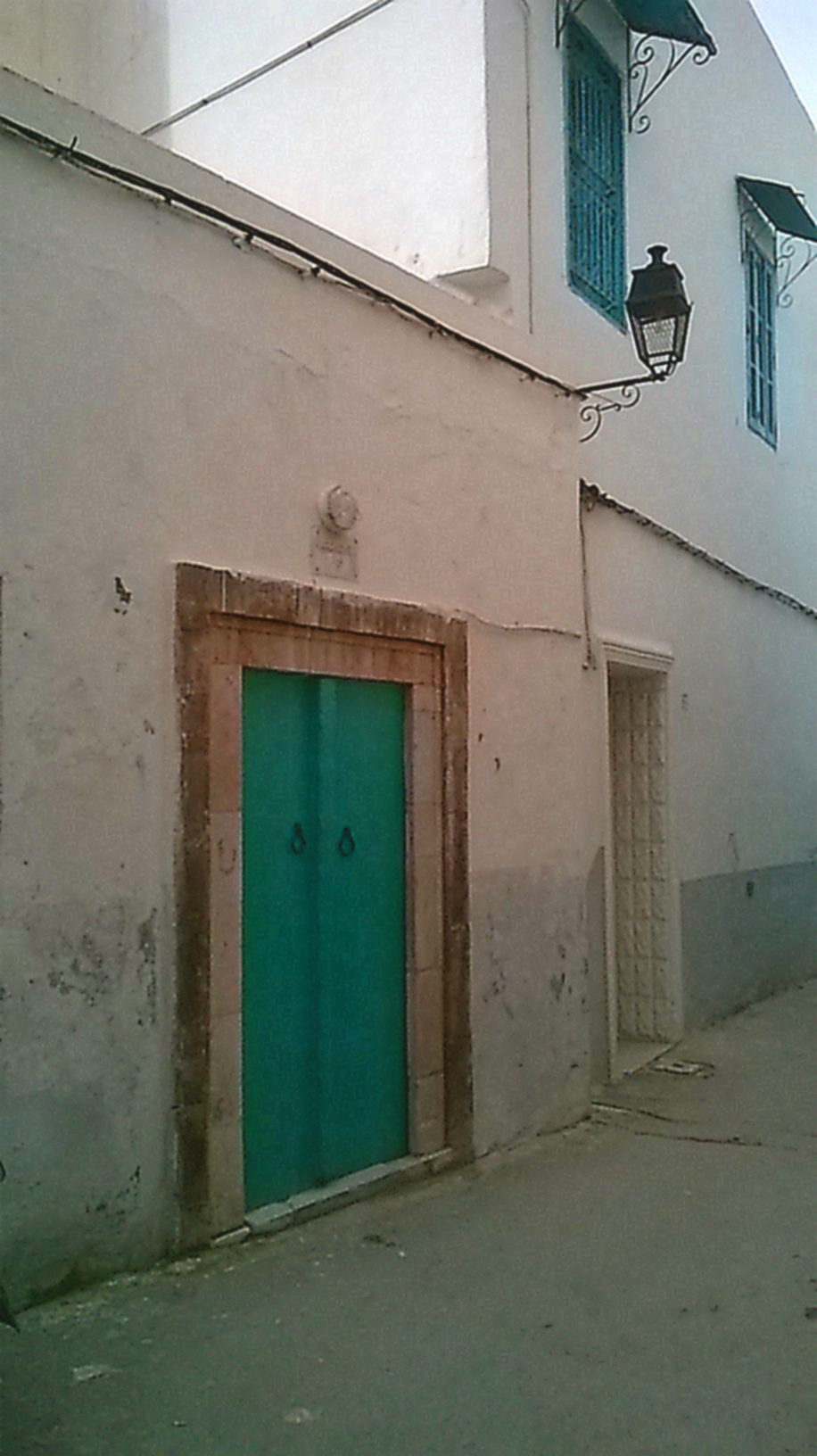
Vue de la mosquée Saïda Adjoula

La mosquée Saïda Adjoula (arabe : مسجد السيدة عجولة) est une mosquée tunisienne située au nord de la médina de Tunis.

## Localisation

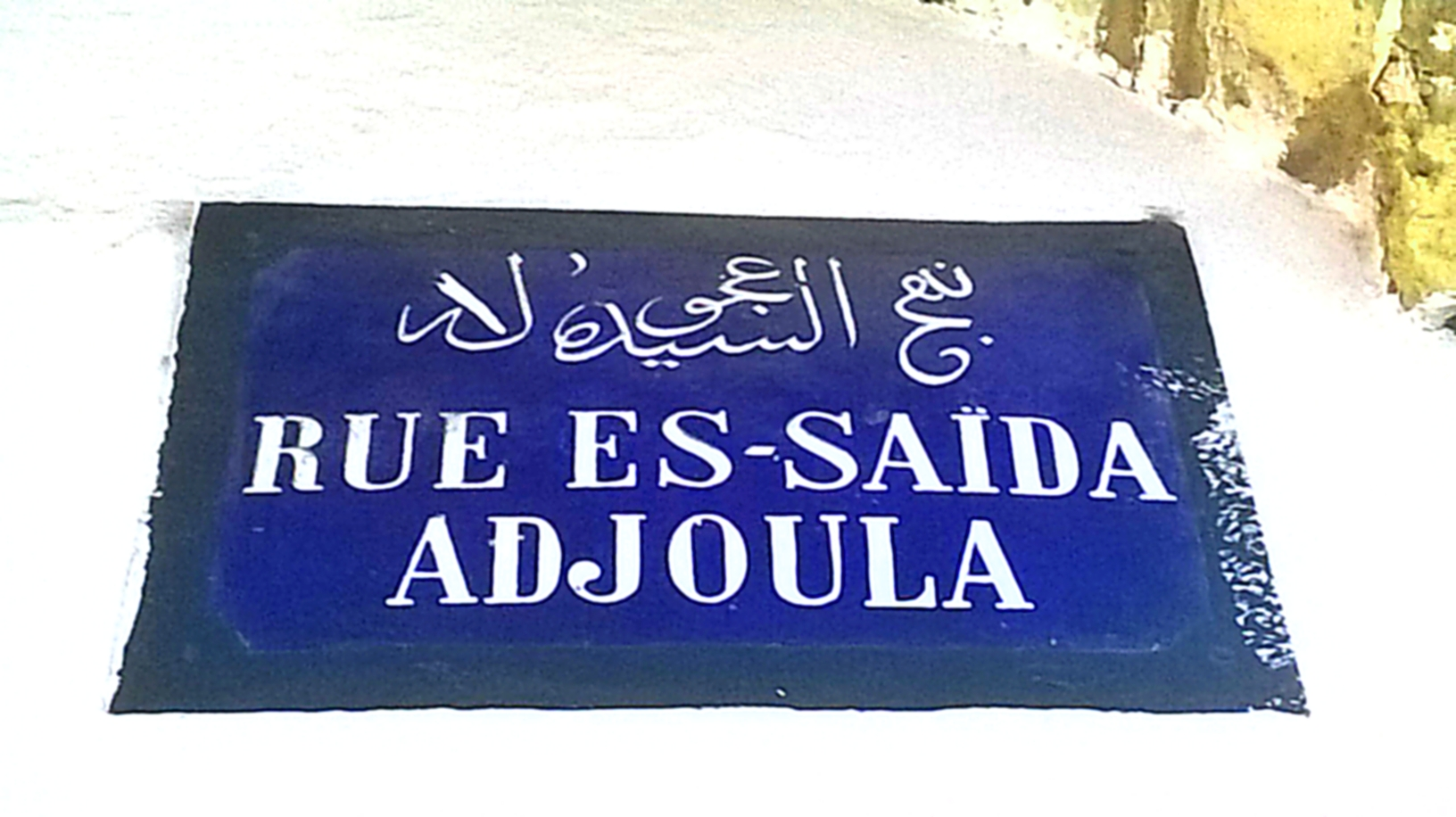
Plaque métallique indiquant la rue Saïda Adjoula

Elle se trouve au numéro 20 de la rue Saïda Adjoula.

## Étymologie
Elle tire son nom d'une sainte femme, Saïda Adjoula.

## Histoire
Elle est construite en 1874 (1291 de l'hégire) sous le règne des Husseinites, comme indiqué sur la plaque commémorative, sans disposer d'un minaret.

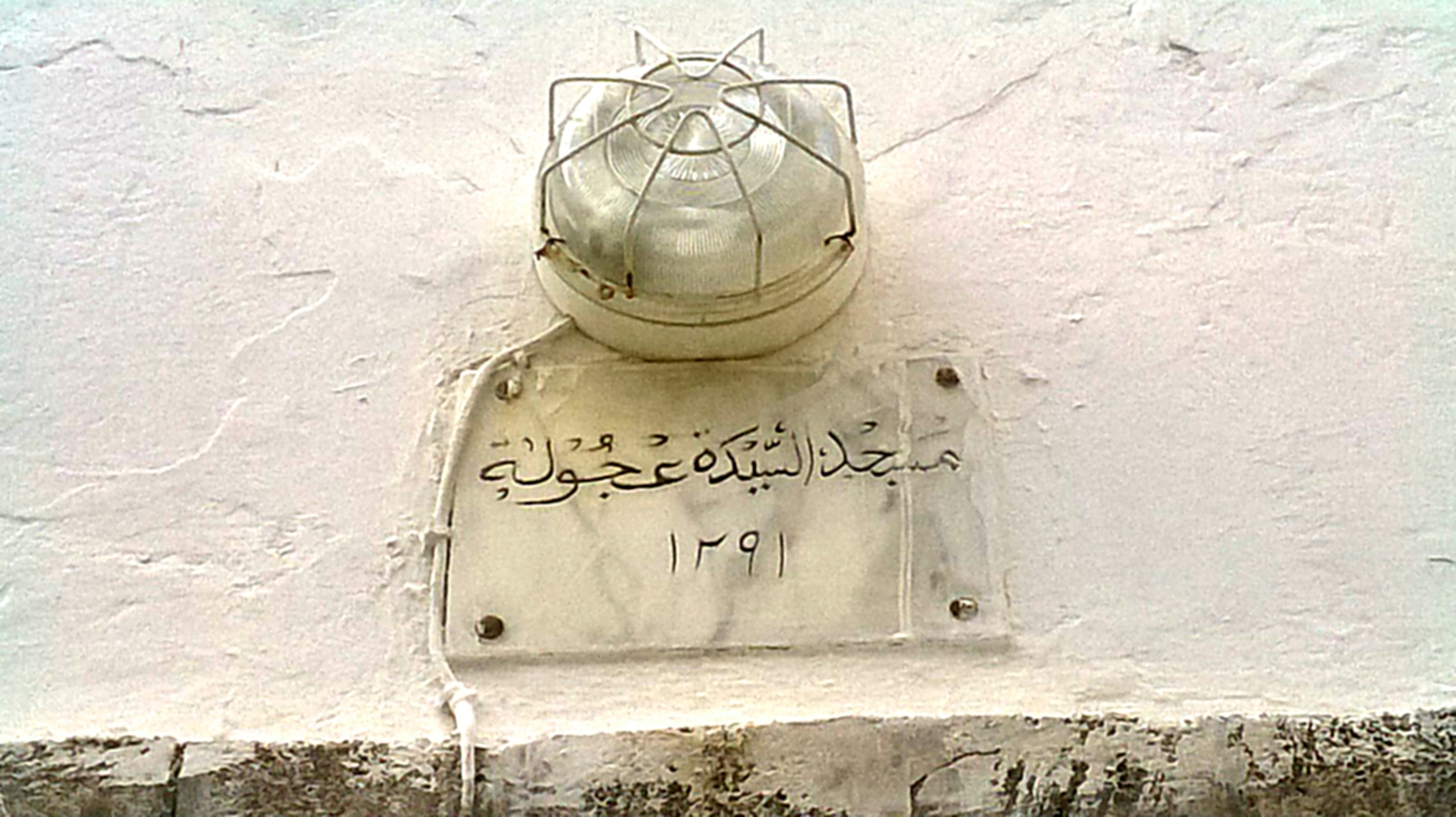
Plaque commémorative de la mosquée
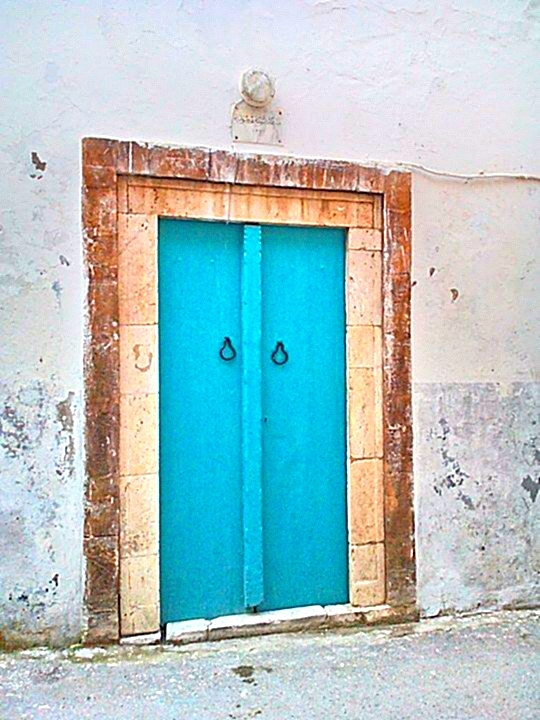
Porte d'entrée